# Hasso Hohmann

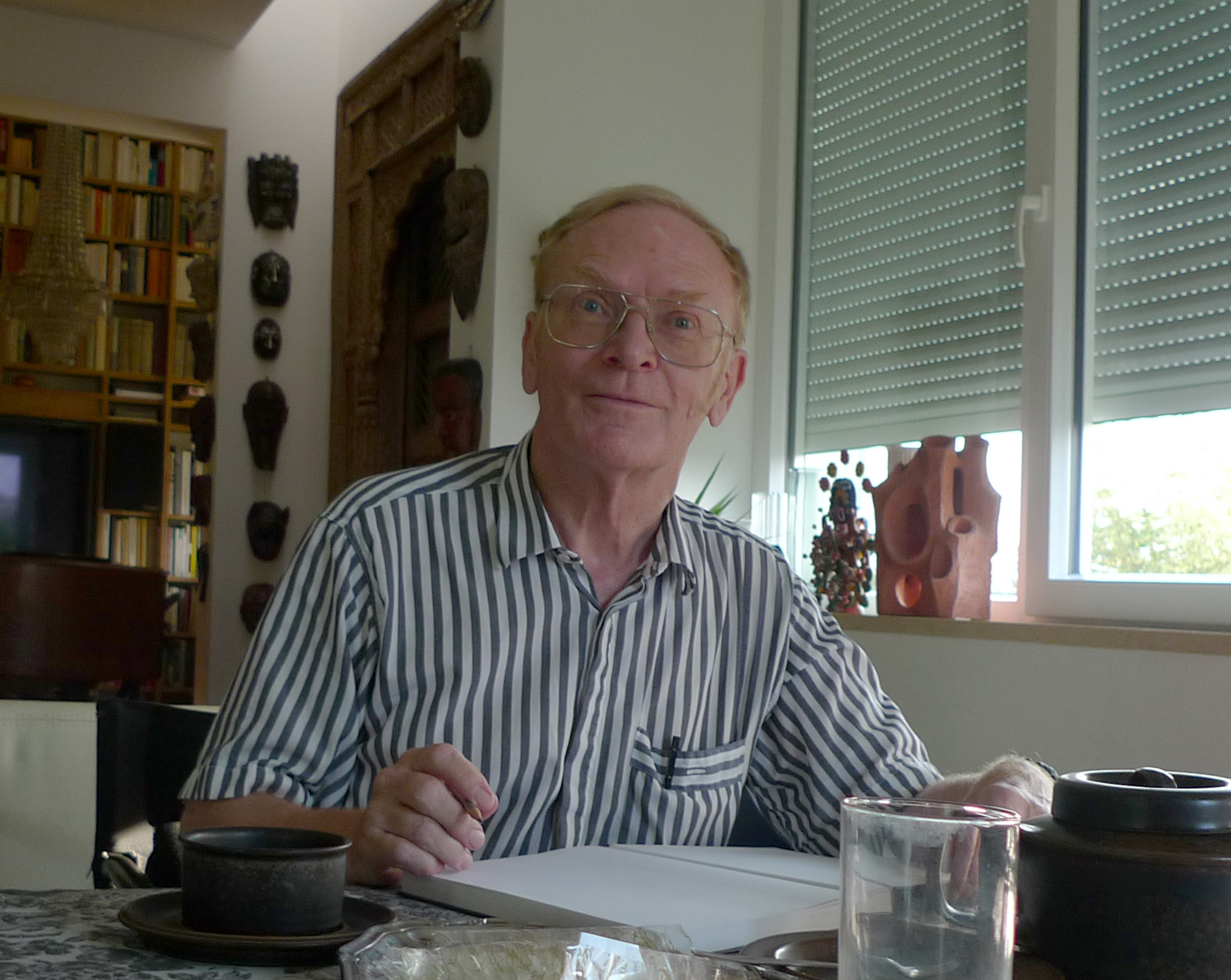
Hasso Hohmann

Hasso Hohmann (* 20. Oktober 1943 in Ettlingen bei Karlsruhe) ist ein deutscher Architekt und Hochschullehrer.

## Leben
Nach dem Abitur 1965 am Helmholtz-Realgymnasium in Essen studierte Hohmann von 1965 bis 1973 Architektur an der Technischen Hochschule in Graz und Völkerkunde mit Schwerpunkt Altamerikanistik an der Karl-Franzens-Universität Graz. Hohmann befasste sich vor allem mit den Bauten der Maya-Kultur und dissertierte im Fach Kunstgeschichte über die Bauwerke von Copan. Von 1974 bis 1977 war er als Universitätsassistent an der TU Graz tätig. 1978 promovierte Hasso Hohmann zum Dr.-techn. ebendort, wo er in der Folge von 1993 bis 1996 als Lehrbeauftragter arbeitete und sich 1997 im Fachgebiet Baukunst habilitierte.
1998 lehrte er an der Universidad Nacional Autónoma de México in Mexiko-Stadt. Seit 2000 hat er an der TU Graz einen Lehrauftrag über islamische und altamerikanische Baukunst.
Hohmann organisierte zahlreiche Studienreisen und publizierte eine Fülle von Fachliteratur. Er fungiert seit 1983 als Mitherausgeber der Quartalszeitschrift des Internationalen Städteforums Graz (ISG) und ist in zahlreichen Gremien und Vereinen tätig, unter anderem in der Zentralvereinigung der Architekten Österreichs (1981 bis 1985 Vorstandsmitglied), in der Grazer Altstadtsachverständigen-Kommission (Mitglied 1979 bis 1999), in der Archäologischen Gesellschaft Steiermark (Vorstandsmitglied seit der Gründung, 1985 bis 1988 als Präsident) und bei „Europa Nostra Austria“ (Geschäftsführer).
Hohmann wirkte als Ortsbildsachverständiger in verschiedenen Städten und Gemeinden der Steiermark. Er setzte sich erfolgreich für die Erhaltung archäologisch wertvoller Bereiche des ehemaligen Flavia Solva ein. Hohmann hält zahlreiche Vorträge, gestaltet Ausstellungen und ist volksbildnerisch tätig. 2005 erhielt er das Goldene Ehrenzeichen des Landes Steiermark.

## Publikationen (Auswahl)
- 1998 Revitalization of the Historic Centre of Graz. Heritage & Development of Historical Cities; 6th World Conference of Historical Cities:59-63; editor: Bogusława Matwijów. Kraków, Polen
- 2003 Masterplan for the Preservation and Further Development of the Historic Centre of Nablus, Pastine. (editor, zusammen mit Grigor Doytchinov, Wolfgang Dokonal, Annegrete Hohmann-Vogrin, Johann Zancanella), Schriftenreihe des ISG (Internationales Städteforum Graz), Band 3. Graz
- 2007 Architektur im Kontext (Herausgeber). Sammelband mit Beiträgen von: Friedrich Achleitner et al.; Academic Publishers. Graz
- 2008 Göttermaske von Moxeke. Antike Welt Nr. 2/2008:71-75; Verlag Philipp v. Zabern. Mainz
- 2008 Dachlandschaften. Denkmalpflege in Niederösterreich Band 39:33-35. St. Pölten
- 2008 The Nablus Project; The Preservation and Further Development of the Historic Centre of Nablus. Urban Planning in Palestine, Current Challenges & Future Prospects. Ali Abdelhamid editor, Vol. 2, 392-447; An-Najah National University. Nablus
- Stadtverunstaltungen in Europa. In: Der Gesellschaft im Wort. Eine Festschrift für Wilfried Posch. Verlag für Literatur, Kunst und Musikalien, Universität für Künstlerische und Industrielle Gestaltung, Bibliothek der Provinz, Weitra 2008, ISBN 978-3-85252-978-3.